# بریتیش کالدونین
بریتیش کالدونین (انگلیسی: British Caledonian) شرکت هواپیمایی بریتانیایی است، که در سال ۱۹۷۰ تأسیس شد.